# بريس جوفيال
بريس جوفيال (25 يناير 1984 بأوبارفيلييه في فرنسا - ) (بالفرنسية: Brice Jovial)‏ هو لاعب كرة قدم فرنسي في مركز الهجوم. شارك مع منتخب جزر غوادلوب لكرة القدم. أما مع النوادي، فقد لعب مع راسينغ كولومب ونادي إمبولي ونادي بوفيه ونادي ديجون ونادي رويال شارلروا ونادي كان ونادي لوهافر وChengdu Tiancheng F.C. ‏ ويونيون رويال نامور ‏ وسينارت موسي ‏ ونادي ووهان.

## روابط خارجية
- بريس جوفيال على موقع قاعدة بيانات كرة القدم.إي يو (الإنجليزية)
- بريس جوفيال على موقع ليكيب (الفرنسية)
- بريس جوفيال على موقع ناشيونال فوتبول تيمز (الإنجليزية)
- بريس جوفيال على موقع Soccerway.com (الإنجليزية)
- بريس جوفيال على موقع عالم كرة القدم.نت (الإنجليزية)